# Corte UCLA
Corte UCLA es una jugada estratégica de carácter ofensivo, utilizada en baloncesto desde su invención en todas las categorías, y cuyo objetivo es romper y desajustar una defensa individual bien posicionada. En ella intervienen todos los jugadores del equipo, y permite varias posibilidades para entrar a canasta o continuar con otro movimiento ofensivo. A pesar de ser una jugada sencilla, tiene un alto grado de eficacia gracias a su variabilidad.
Su nombre proviene de las siglas de la Universidad de California Los Ángeles, cuyo equipo fue el primero en llevar a la práctica el corte UCLA en la década de los 60. Sin embargo, muchos piensan que el nombre debería ser “corte Wooden”, en honor al mítico entrenador de los UCLA Bruins en esa época, John Robert Wooden.

## Historia
En 1969 abandonaron el equipo tres jugadores importantes de los UCLA Bruins: Lew Alcindor, Lynn Shackelford y Kenny Heitz. Sin un pívot dominante, John Wooden tuvo que olvidarse del ataque high-low y volver al poste alto como referencia de ataque mientras preparaban la temporada 1969/70. Más tarde, Wooden decidió que tenía también la posibilidad de jugar con poste bajo como prioridad, con el objetivo de atraer a los defensas exteriores hacia esa zona y crear situaciones de tiro exterior. Fue así como nació la jugada pass from guard to guard to forward, conocida como corte UCLA.

## Desarrollo del corte UCLA

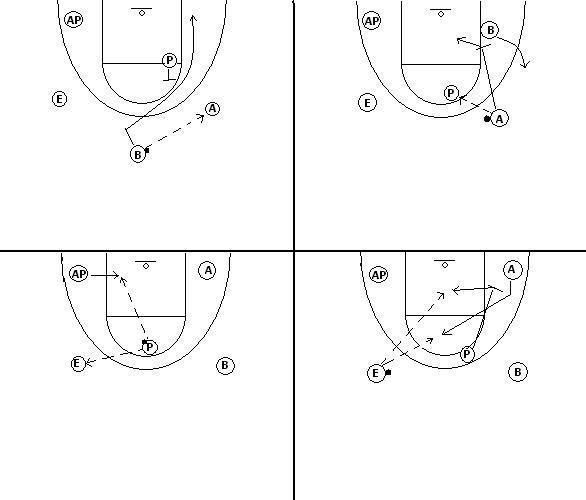
Corte UCLA

La jugada comienza con el base en posesión del balón, pasándolo al alero. Tras pasar el balón, el base va a cortar sobre el pívot, que se encarga de bloquear en el poste alto. Si el alero no puede pasar al base después de haber hecho el corte, puede pasar al pívot para que lance a canasta desde la línea de tiros libres.
En caso de que el pívot no pueda  tirar, la jugada continúa con un bloqueo del alero al base en el poste bajo, dando al pívot la posibilidad de jugar con cualquiera de sus compañeros:
- Si pasa al base, que ha salido del bloqueo del alero, el base puede ejecutar un tiro exterior o pasar al alero para que avance a canasta.

- Si el pívot pasa al alero, que acaba de bloquear al base, el alero puede avanzar a canasta como en el caso anterior.

- También puede darse la vuelta para pasar al ala-pívot para que entre a canasta.

- Si no ha podido pasar a ningún otro compañero, pasa al escolta para que busque al ala-pívot, o para que pase al alero después de que este haya subido a la línea de tiros libres gracias al bloqueo del pívot.

En este último caso el alero puede intentar pasar al pívot o al ala-pívot, y si tampoco es posible, puede pasar al base para que todos recuperen sus posiciones y volver a empezar la jugada desde el inicio.